# Голям Манчестър
Голям Манчестър (на английски: Greater Manchester) е административно метрополно графство в регион Северозападна Англия. В състава му влизат 10 общини с обща площ от 1276 km². Населението на областта към 2008 г. е 2 573 200 жители. Главен град е Манчестър.

## География
Голям Манчестър е вътрешен район без излаз на море, простиращ се на 1276 km² в рамките на северозападния регион на Англия. През части от източните общини Олдъм, Рочдейл и Темсайд, преминават възвишенията на ниската планинска верига Пенинс. Реките Мърси и Тем извират от тези хълмове и протичат през графството в западна посока. Блек Чю Хед е най-високата точка в района, издигащ се на 542 метра над морското равнище.
Областта представлява силно урбанизирана агломерация с все по-трудно различими граници между голяма част от населените места. Строго обособен е административният и икономически център, формиран от най-големия град Манчестър заедно с граничните Салфорд и Трафорд. Въпреки това Голям Манчестър е полицентрична област с десет общини, всяка една със свой главен град – общински център.

### Административно деление
| Област / графство | Община              | Община | Главен град      | Други селища |
| ----------------- | ------------------- | ------ | ---------------- | --- |
| Голям Манчестър   | Бери                |        | Бери             | Престуич, Радклийф, Рамсботъм, Тотингтън, Уайтфийлд |
| Голям Манчестър   | Болтън              |        | Болтън           | Блекрод, Фарнуорт, Хоруич, Керсли, Литъл Ливър, Южен Търтън, Уестхаутън                                                                                      |
| Голям Манчестър   | Манчестър Сити      |        | Манчестър        | Блекли, Чийтъм Хил, Чорлтън-към-Харди, Дидсбъри, Рингуей, Уитингтън, Уайтенсхев                                                                              |
| Голям Манчестър   | Олдъм               |        | Олдъм            | Чадертън, Шау и Кромптън, Файлсуорт, Лийс, Ройтън, Садълуорт                                                                                                 |
| Голям Манчестър   | Рочдейл             |        | Рочдейл          | Хейууд, Литълбъроу, Мидълтън, Милнроу, Нюхей, Уардли |
| Голям Манчестър   | Община Салфорд Сити |        | Суинтън          | Екълс, Клифтън, Литъл Хълтън, Уалкдън, Уорсли, Салфорд, Айрлъм, Пендълбъри, Кадисхед, Патрикрофт, Монтън                                                     |
| Голям Манчестър   | Стокпорт            |        | Стокпорт         | Брамхол, Бредбъри, Чийдъл, Гатли, Хейзъл Гроув, Марпъл, Ромайли, Уудли                                                                                       |
| Голям Манчестър   | Община Темсайд      |        | Аштън-ъндър-Лайн | Оденшоу, Дентън, Дройсдън, Дюкинфийлд, Хайд, Лонгдендейл, Мосли, Сталибридж                                                                                  |
| Голям Манчестър   | Трафорд             |        | Стретфорд        | Алтринчъм, Боудън, Хейл, Сейл, Ърмстън |
| Голям Манчестър   | Уигън               |        | Уигън            | Абръм, Аштън-ин-Мейкърфийлд, Аспул, Астли, Атертън, Брин, Голбърн, Хайър Енд, Хиндли, Инс-ин-Мейкърфийлд, Лий, Оръл, Шевингтън, Стандиш, Тайлдсли, Уинстънли |

## Демография
С население от 2 573 200 жители към 2008 г., областта е на трето място във Великобритания след Голям Лондон и Западен Мидландс.
| Население на област (графство) Голям Манчестър | Население на област (графство) Голям Манчестър | Население на област (графство) Голям Манчестър | Население на област (графство) Голям Манчестър | Население на област (графство) Голям Манчестър | Население на област (графство) Голям Манчестър | Население на област (графство) Голям Манчестър | Население на област (графство) Голям Манчестър |
| Година | Население                                      |                                                | Година                                         | Население                                      |                                                | Година                                         | Население                                      |
| --- | ---------------------------------------------- | ---------------------------------------------- | ---------------------------------------------- | ---------------------------------------------- | ---------------------------------------------- | ---------------------------------------------- | ---------------------------------------------- |
| 1801 | 328 609                                        |                                                | 1871                                           | 1 590 102                                      |                                                | 1941                                           | 2 693 775                                      |
| 1811 | 409 464                                        | 1881                                           | 1 866 649                                      | 1951                                           | 2 688 987                                      |                                                |                                                |
| 1821 | 526 230                                        | 1891                                           | 2 125 318                                      | 1961                                           | 2 699 711                                      |                                                |                                                |
| 1831 | 700 486                                        | 1901                                           | 2 357 150                                      | 1971                                           | 2 729 741                                      |                                                |                                                |
| 1841 | 860 413                                        | 1911                                           | 2 617 598                                      | 1981                                           | 2 575 441                                      |                                                |                                                |
| 1851 | 1 037 001                                      | 1921                                           | 2 660 088                                      | 1991                                           | 2 569 700                                      |                                                |                                                |
| 1861 | 1 313 550                                      | 1931                                           | 2 707 070                                      | 2001                                           | 2 482 352                                      |                                                |                                                |
| Статистиката преди 1974 е събрана от районите на местното управление, които сега съставят Голям Манчестър. Източник: Great Britain Historical GIS. |                                                |                                                |                                                |                                                |                                                |                                                |                                                |